# La Capilla, delstaten Mexiko
La Capilla är en ort i Mexiko, tillhörande kommunen Huixquilucan i delstaten Mexiko. La Capilla ligger i den centrala delen av landet och tillhör Mexico Citys storstadsområde. Orten hade 327 invånare vid folkmätningen 2010.